# Venezolario
Venezolario es un videojuego móvil de palabras desarrollado y publicado por los hermanos Ronald y Katty Kanzler para Android y iOS. La aplicación fue lanzada el 12 de julio de 2025 y en ella los jugadores deben adivinar palabras y frases coloquiales venezolanas.

## Jugabilidad
En la aplicación, los jugadores deben adivinar palabras y frases coloquiales venezolanas con pistas de categorías como la comida o la música y progresan de niveles adquiriendo símbolos criollos como las arepas, chicha o charrascas. Venezolario incluye vocabulario regional, como por ejemplo en la región occidental y en Zulia, y cuenta con cartas coleccionables de expresiones, personajes, gastronomía y símbolos tradicionales, torneos semanales donde jugadores compiten, y logros para alcanzar objetivos específicos.

## Producción
El juego fue desarrollado por los hermanos Ronald y Katty Kanzler, descendientes de alemanes asentados en la Colonia Tovar en el estado Aragua. Katty ha expresado que a pesar de su vínculo a la cultura alemana, ella y su hermano tienen una fuerte conexión con las costumbres venezolanas, lo que los motivó a desarrollar la aplicación.

## Recepción
Días después de su lanzamiento, el juego alcanzó el primer puesto en descargas en Venezuela tanto en la Play Store como la App Store, al igual que una cantidad importante de descargas en ciudades con presencia de la diáspora venezolana tales como Madrid, Oporto, Buenos Aires y Santiago de Chile. Al día 30 de julio, con solo 18 días desde su publicación en la app store, la aplicación ya tiene más de 1 millón de descargas, con una valoración de 4,9 de 5 estrellas; producto de más de 250.000 reseñas convirtiéndose en la app venezolana más exitosa de los últimos años. La popularidad de la aplicación ha sido promovida en redes sociales, incluyendo TikTok.
La comunidad venezolana a respondido positivamente convirtiendo a "venezolario" en una tendencia en redes sociales y un fenómeno generacional, en donde los más jóvenes están conociendo palabras que hasta hace muy poco eran de uso común en Venezuela, produciendo una ola de comentarios en donde el léxico venezolano se ha vuelto el tema en común. En TikTok es común ver lives donde las personas juegan en vivo al venezolario, pidiendo ayuda al público sobre las posibles respuestas. Igualmente, varios medios de comunicación digital se han hecho eco del éxito del juego y lo han reseñado por medio de artículos donde hablan de la motivación de sus creadores y del éxito del juego.
El portal satírico El Chigüire Bipolar bromeó sobre el juego publicando el titular «SAIME exigirá que apostilles 500 niveles de Venezolario para renovar la cédula [de identidad]».